# یویو ارابه‌ران
یویو ارابه‌ران یک ستاره است که در صورت فلکی ارابه‌ران قرار دارد.